# Freycinetia bulusanensis
Freycinetia bulusanensis är en enhjärtbladig växtart som beskrevs av Elmer Drew Merrill. Freycinetia bulusanensis ingår i släktet Freycinetia och familjen Pandanaceae.
Artens utbredningsområde är Filippinerna. Inga underarter finns listade.